# Guerres baussenques
Les Guerres baussenques (1144-1162) van ser una sèrie de conflictes armats a la Provença entre la Senyoria dels Baus i el Casal de Barcelona que van acabar amb la incorporació de la senyoria als dominis del casal de Barcelona.

## Antecedents
L'origen d'aquestes guerres és tant la rivalitat entre la casa de Tolosa i el casal de Barcelona, per la successió de la primera dinastia dels comtes de Provença i les ambicions d'una gran família provençal, casa de Baux.
La comtessa Dolça de Provença cedí el 1113 els seus drets i títols a llur marit Ramon Berenguer III de Barcelona, a la seva mort (1131), els títols i honors provençals passaren a Berenguer Ramon I de Provença. A la mort del comte Berenguer Ramon I en un enfrontament amb corsaris genovesos en 1044, l'hereu fou el seu fill Ramon Berenguer III de Provença, però la successió no fou reconeguda per Estefania de Provença, germana de Dolça i casada amb Ramon I dels Baus, la qual reclamà els seus drets successoris al comtat de Provença i es revoltà contra l’autoritat del Casal de Barcelona, encapçalant una part de la noblesa provençal amb l’ajut de la flota genovesa, i el territori li seria atorgat per l'emperador Conrad III com a feu imperial en 1145.

## La guerra
Inicialment, Ramon I dels Baus s'adreça a l'emperador Conrad III qui té l'autoritat teòrica sobre la regió per reconèixer els drets d'Estefania, derivats del llegat de Gerberga de Provença. El 1146 l'emperador valida els seus drets sense especificar-ne el contingut i els dona el dret d'encunyar moneda, a Arles i Trinquetaille, avantatge unit a la sobirania.
Aquesta decisió és qüestionada pel Casal de Barcelona, que a començaments de 1147, declara la guerra contra Ramon I dels Baus, que té el suport d'Arles, i obté un per la neutralitat en el conflicte d'Alfons Jordà, comte de Tolosa, a canvi del suport barceloní per sotmetre el Comtat de Forcalquer, i la participació d'Alfons en la Segona Croada, i les perspectives genoveses de participació en la Croada d'al-Mariyya i el Setge de Turtuixa. Estefania i els seus quatre fills foren obligats a renunciar als seus drets a la província de la Provença. El tractat de posar fi a aquest primer episodi va ser signat a Arles a 1150, restablint Ramon Berenguer III de Provença.
En 1155 Estefania va revifar el conflicte, aliada amb Ramon V de Tolosa, Hug II dels Baus va obtenir la confirmació dels títols de l'emperador Frederic Barbarroja i tornaren les hostilitats, sent pres Trinquetaille amb l'ajut d'una torre de setge, i atacat Baus en 1156, havent d'obrir les Torres de Castilhon i altres bastions als catalans, tret del Castell de Baus, seu de la família, i les seves defenses avançades, que quedaren exclosos d'aquesta condició humiliant.
L'agost de 1161, Ramon Berenguer va viatjar a Torí amb el seu oncle Ramon Berenguer IV, el comte de Barcelona, per obtenir la confirmació del comtat a la Provença per l'emperador. Allà va conèixer Riquilda de Polònia, la filla de Ladislau II, el gran duc polonès exiliat, i s'hi va casar el 17 de novembre i en el viatge de tornada va morir el seu oncle. L'any 1162 va tornar a esclatar la guerra oberta, Baux va ser arrasat i els seus voltants devastats pel comte de Barcelona, i Ramon Berenguer va ser reconegut vencedor per Frederic Barbarroja en prometre a l'emperador alemany el seu suport en el conflicte que aquest mantenia amb el Papat. L'any 1166, Ramon Berenguer va renovar la guerra amb la República de Gènova que havia fet el seu pare, i un cop feta la pau amb Gènova, morí la primavera de 1166 en intentar conquerir Niça, que s'havia revoltat i refusava la seva autoritat.